# Бачурин, Сергей Викторович
Сергей Викторович Бачурин (род. 26 марта 1969, Окунёвы Горы, Орловская область) — советский и российский деятель органов внутренних дел. Начальник Управления МВД России по Калужской области с 1 августа 2013 по 2 июня 2016. Начальник Главного управления МВД России по Северо-Кавказскому федеральному округу со 2 июня 2016. Генерал-полковник полиции (2019).

## Биография
Родился 26 марта 1969 в деревне Окунёвы Горы Ливенского района Орловской области.

### Образование
В 1988 окончил Орловский техникум механизации и электрификации сельского хозяйства.
В 2004 окончил Орловский юридический институт МВД России по специальности «юриспруденция».

### Трудовая деятельность
С июля 1988 по май 1990 проходил срочную службу в рядах Советской армии.
В сентябре 1990 поступил на службу в органы внутренних дел на должность участкового инспектора милиции ОВД Ливенского района Орловской области.
- С февраля 1996 по январь 1999 — оперуполномоченный отделения уголовного розыска по раскрытию имущественных преступлений ОВД Ливенского района Орловской области.
- С январь по май 1999 — заместитель начальника отдела уголовного розыска ОВД Ливенского района Орловской области.
- С мая 1999 по декабрь 2002 — заместитель начальника отдела, начальник милиции общественной безопасности ОВД Ливенского района Орловской области.
- С декабря 2002 по сентябрь 2003 — начальник 5 отделения управления по борьбе с организованной преступностью криминальной милиции УВД Орловской области. Неоднократно выезжал в служебные командировки на территорию Северо-Кавказского региона для выполнения особых заданий.
- С сентября 2003 по 2006 — начальник отдела по борьбе с организованной преступностью города Ливны управления по борьбе с организованной преступностью криминальной милиции УВД Орловской области.
- С 2006 по март 2007 — заместитель начальника отдела по борьбе с преступлениями террористического и экстремистского характера, отнесенных к компетенции МВД управления по борьбе с организованной преступностью криминальной милиции УВД Орловской области.
- С марта 2007 по 2008 — заместитель начальника управления — начальник милиции общественной безопасности УВД Воронежа.
- С 2008 по ноябрь 2009 — заместитель начальника управления уголовного розыска криминальной милиции ГУВД по Воронежской области.
- С ноября 2009 по 2011 — начальник управления уголовного розыска криминальной милиции УВД по Липецкой области, заместитель начальника криминальной милиции УВД по Липецкой области.
- С 2011 по 1 августа 2013 — начальник управления уголовного розыска, заместитель начальника полиции по оперативной работе Главного управления МВД России по Краснодарскому краю.
- С 1 августа 2013 по 2 июня 2016 — начальник Управления МВД России по Калужской области[1].

Указом Президента Российской Федерации от 21 февраля 2015 присвоено специальное звание «генерал-майор полиции».
- С 2 июня 2016 — начальник Главного управления МВД России по Северо-Кавказскому федеральному округу[3].

Указом Президента Российской Федерации от 10 июня 2017 присвоено специальное звание «генерал-лейтенант полиции».
Указом Президента Российской Федерации от 11 июня 2019 присвоено специальное звание «генерал-полковник полиции».
7 декабря 2022 года, на фоне вторжения России на Украину, включён в санкционный список Канады «близких соратников режима» за грубые и систематические нарушения прав человека в отношении российских граждан, «протестующих против незаконного вторжения российского режима в Украину и антидемократической политики».

## Семья
Женат, четверо сыновей.

## Награды
Государственные:
- Орден Почёта
- Медаль ордена «За заслуги перед Отечеством» II степени
- Медаль «За отвагу»
- Орден Дружбы (2025, Южная Осетия)[7]

Ведомственные
- Медаль «За доблесть в службе»
- Медаль «За боевое содружество»
- Медаль «За отличие в службе» I, II, III, степеней
- Медаль «За укрепление международного полицейского сотрудничества»
- Нагрудный знак «За верность долгу»
- Нагрудный знак «Лучший сотрудник специальных подразделений милиции»
- Нагрудный знак «Участник боевых действий»
- Нагрудный знак «За отличную службу в МВД» I степени
- Именное оружие — пистолет Макарова
- Именное оружие — кортик